# 中興路 (燕巢區)
中興路（Zhongxing Rd.）為高雄市燕巢區的南北向道路，起端銜接紅山巷，末端銜接角宿路，本道路共分成兩個部份，中民路為分段點，紅山巷至中民路路段編號為高29-1線，中民路至角宿路路段編號為市道186號，是燕巢市區的主要道路之一。

## 行經行政區域
- 燕巢區

## 沿線設施
（由北至南）
- 中興北路：
  - 萊爾富燕巢援巢店
- 中興路：
  - 丹丹漢堡燕巢店
  - 燕巢區衛生所
  - 燕巢區公所
  - 台灣中油燕巢站
  - 高雄市立燕巢國中
  - 行政院國軍退除役官兵輔導委員會岡山榮譽國民之家
  - 燕巢區民眾活動中心
  - 燕巢多元照顧中心老人日間照顧中心
  - 燕巢運動公園
  - 中鋼結構股份有限公司

## 公共自行車
- 高雄市公共自行車租賃系統：
  - 燕巢區公所：中興路/中安路口(南側人行道)

## 相關連結
- 高雄市主要道路列表